# Gasgo
Gasgo est une commune rurale située dans le département de Niou de la province du Kourwéogo dans la région Plateau-Central au Burkina Faso.

## Géographie
Isolé au nord-est du département, Gasgo se trouve à 30 km au nord-est de Natenga (anciennement appelé Niou) ainsi qu'à 40 km au nord-est de Boussé, le chef-lieu provincial. Cependant le village est à 4 km au nord de Toéghin dans le département voisin homonyme.

## Santé et éducation
Le centre de soins le plus proche de Gasgo est le centre de santé et de promotion sociale (CSPS) de Toéghin tandis que le centre médical avec antenne chirurgicale (CMA) de la province se trouve à Boussé.